# Gliese 752
Gliese 752 – gwiazda w gwiazdozbiorze Orła, odległa o około 19,3 roku świetlnego od Słońca. Jest to gwiazda podwójna, jedną z gwiazd okrąża planeta.

## Charakterystyka obserwacyjna
Gliese 752 znajduje się w północno-środkowej części gwiazdozbioru Orła, na północ od Delta Aquilae, na zachód od Altaira i Beta Aquilae i na południowy wschód od Zeta Aquilae. Główny składnik ma wielkości obserwowaną 9,115m, gwiazdy nie widać nieuzbrojonym okiem. Max Wolf odkrył w 1919 roku duży ruch własny gwiazdy.
W odległości 75,8 sekundy kątowej od głównego składnika (w 2012 roku) przez teleskop jest widoczna gwiazda o wielkości gwiazdowej ponad 17m. Te gwiazdy tworzą szeroki układ związany grawitacyjnie, o czym świadczy ich zgodny ruch własny. Pozostałe gwiazdy widoczne w pobliżu składnika A są obiektami tła.
Obie gwiazdy układu Gliese 752 są gwiazdami rozbłyskowymi.

## Charakterystyka fizyczna

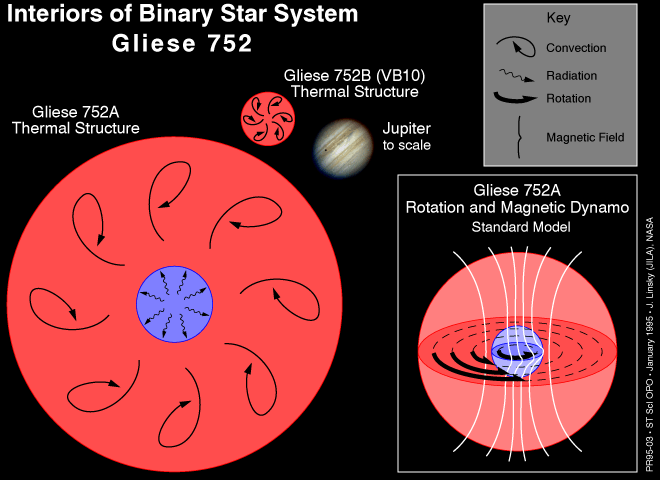
Budowa wewnętrzna gwiazd układu

Główny składnik Gliese 752 A to czerwony karzeł, gwiazda ciągu głównego należąca do typu widmowego M2,5. Ma promień równy 0,45 promienia Słońca i temperaturę ok. 3560 K, jej masa jest oceniana na 0,45 masy Słońca, a jasność jest równa ok. 3,3% jasności Słońca.
Towarzyszy jej bardzo słaby czerwony karzeł typu M8, gwiazda o bardzo małej masie, bliskiej granicznej masy pozwalającej na syntezę wodoru. Jest zwana „gwiazdą van Biesbroecka”, od nazwiska George’a Van Biesbroecka, który odkrył ją w 1940 roku.
Aktywność magnetyczna obu gwiazd jest związana z konwekcją w ich wnętrzu, jednak ze względu na różną masę, ich struktura jest odmienna. Gliese 752 A ma jądro, w którym transport energii odbywa się przez promieniowanie, które otacza strefa konwektywna. Chromosfera gwiazdy objawia cykl aktywności o okresie około 7 lat. Mniejsza gwiazda Gliese 752 B jest w całej objętości konwektywna, jednak jej pole magnetyczne również może generować rozbłyski.

## Układ planetarny
W 2009 roku postulowane było istnienie planety okrążającej składnik B, czyli gwiazdę van Biesbroecka. Obiekt oznaczony VB 10 b miał być gazowym olbrzymem o masie 6,4 MJ, okrążającym gwiazdę w okresie 272 dni i wywołującym perturbacje astrometryczne. Precyzyjne pomiary zmian prędkości radialnej, opublikowane rok później, wykluczyły istnienie takiego towarzysza, jak również innych planet o masie przekraczającej 3 masy Jowisza.
W 2018 roku wykryta została planeta o masie minimalnej podobnej do masy Neptuna (12 razy większej od masy Ziemi), krążąca wokół jaśniejszej gwiazdy układu. Obiekt ten krąży blisko zewnętrznej granicy ekosfery i jeżeli ma niezerową ekscentryczność, to spędza w ekosferze około połowy okresu obiegu (równego ok. 106 dni), a drugą połowę na zewnątrz niej. Insolacja zmienia się w tym czasie od 0,41 do 0,22 stałej słonecznej.
| Towarzysz | Masa [ M🜨 ]   | Okres orbitalny [ d ] | Półoś wielka [ au ]   | Ekscentryczność |
| b         | 12,2 +1,0−1,4 | 105,90 +0,09−0,10     | 0,3357 +0,0099−0,0100 | 0,16 +0,05−0,10 |